# N302 (België)
De N302 is een gewestweg in België tussen de N35/N355 in Pervijze en de N367 bij het dorp Spermalie. De weg is ongeveer 7 kilometer lang. Onderweg passeert de weg de rivier de IJzer
De gehele weg bestaat uit totaal 2 rijstroken voor beide richtingen samen.

## Plaatsen langs N302
- Pervijze
- Schore
- Spermalie

In 2022 is AWV gestart met de aanleg van een afgescheiden dubbelrichtingsfietspad langs de N302 Schoorbakkestraat in Pervijze, tussen de Stuivekenskerkestraat en de brug over de IJzer.

## N302a
De N302a is een 400 meter lange weg in de plaats Schore. De weg draagt dezelfde naam als de N302: Schorestraat en is door lokaal verkeer in gebruik.